# Stephanie Samedy
Stephanie Samedy, née le 27 septembre 1998 à Clermont aux États-Unis, est une joueuse américaine de volley-ball évoluant au poste de pointue.
Elle mesure 1,88 m et joue pour l'équipe des États-Unis depuis 2022.

## Biographie

### Carrière
Originaire de Clermont en Floride, elle effectue sa scolarité à la East Ridge High School (en). En 2017, elle rejoint l'Université de Minnesota (en) et devient la première volleyeuse de l'histoire de son lycée à disputer le Championnat NCAA. Durant sa période universitaire, elle reçoit de nombreuses distinctions dont le Senior CLASS Award (en) en 2020.
Elle signe en décembre 2021 son premier contrat professionnel avec le club allemand du Schweriner SC, évoluant en 1. Bundesliga. Au début de la saison 2022-2023, elle s'engage en faveur du WP Pérouse Volley, club de Serie A1 italienne, avant de rejoindre Imoco Conegliano six mois plus tard, avec lequel elle remporte la Coupe d'Italie puis le championnat national. A l'intersaison 2023, elle rallie le championnat turc et le club du Muratpaşa BSK.

### Équipe nationale américaine
Avec les sélections américaines de jeunes, elle est finaliste du Championnat du monde des moins de 19 ans en 2015 puis finaliste du Championnat d'Amérique du Nord des moins de 20 ans en 2016.
Elle intègre l'équipe des États-Unis lors de la saison internationale 2022, année où la sélection termine à la 3e place de la Coupe panaméricaine. Cette performance est rééditée lors de l'édition 2023. Elle est également finaliste du NORCECA Final Six féminin 2022 (it).
En 2024, elle est finaliste de la Coupe panaméricaine, défait par l'Argentine.

## Clubs
- Schweriner SC (déc.2021–2022)
- WP Pérouse Volley (jui.2022–déc.2022)
- Imoco Conegliano (jan.2023–juin 2023)
- Muratpaşa BSK (2023–2024)
- Hisamitsu Springs (2024–)

## Palmarès

### En sélection nationale
- Championnat du monde des moins de 19 ans :
  - Finaliste en 2015.

- Championnat d'Amérique du Nord des moins de 20 ans :
  - Finaliste en 2016.

- Coupe panaméricaine :
  - Finaliste en 2024.
  - 3e place en 2022, 2023.

- NORCECA Final Six féminin :
  - Finaliste en 2022 (it).

### En club
- Championnat d'Italie (1) :
  - Vainqueur en 2023.

- Coupe d'Italie (1) :
  - Vainqueur en 2023.

### Distinctions individuelles
- Vainqueur du Senior CLASS Award (en) en 2020.